# Lista de recordes da MLB quebrados por temporada
O que se segue é uma lista de recordes para um jogo, temporada ou carreira que foram quebrados em cada temporada da Major League Baseball por jogadores, times, ou outros. Alguns dos recordes foram posteriormente quebrados por outros:

## 1897
- 12 de Julho: Maior número de inside-the-park home runs em um jogo: 3 por Tom McCreery[1]

## 1919

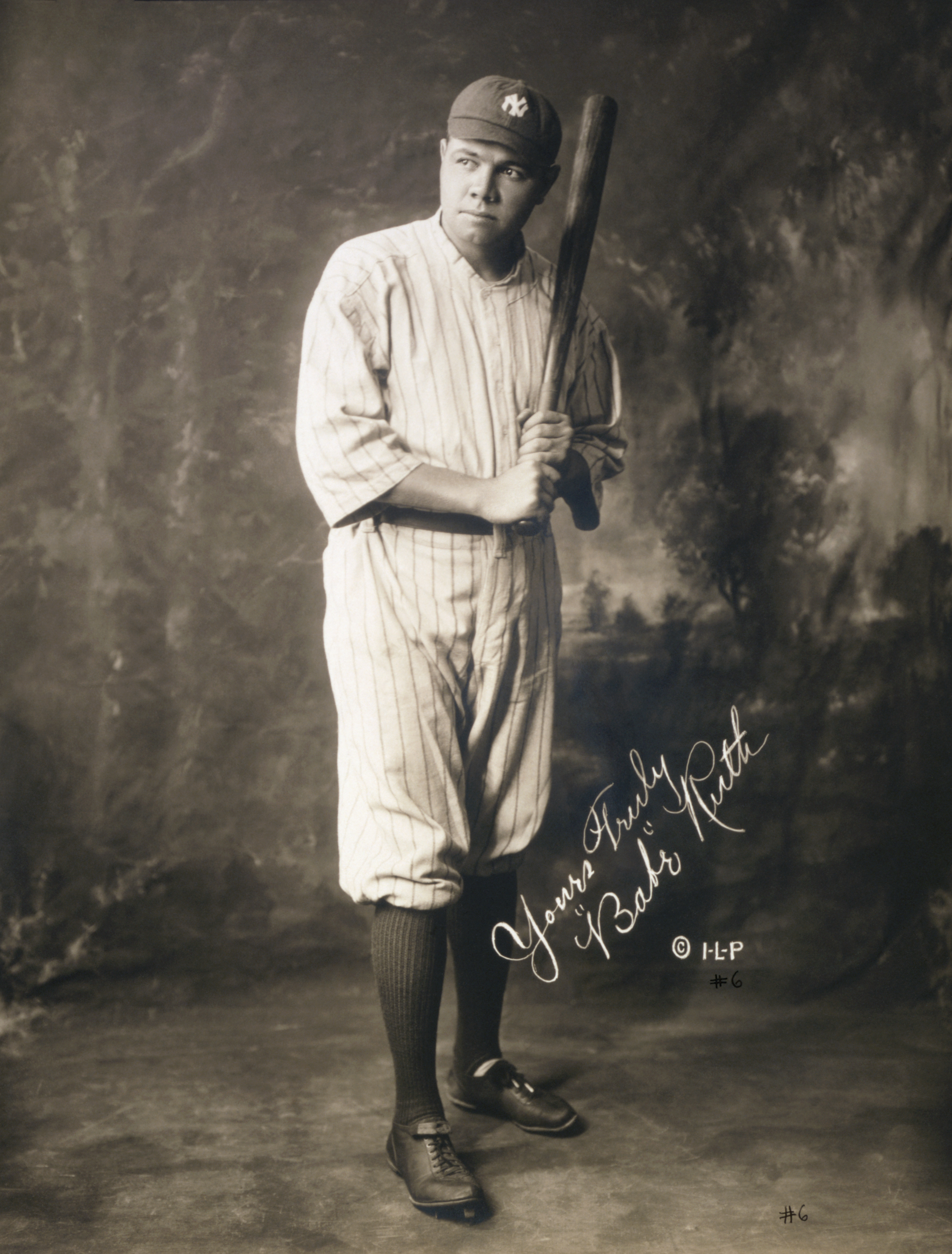
Babe Ruth

- Maior número de home runs, temporada – 29 por Babe Ruth.

## 1920
- 19 de Julho: Maior número de home runs, temporada – 30 por Babe Ruth; terminou a temporada com 54.
- Maior média de slugging, temporada – 84,7 por Ruth.

## 1921
- 18 de Julho: Maior número de home runs na carreira – 139 por Babe Ruth; encerrou sua carreira com 714.
  - A quebra do recorde de Ruth por Roger Connor em maior número de home-runs não foi reconhecido na época. O total de 138 na carreira de Connor não foi fielmente documentada até os anos de 1970; em certa época, foi pensado que que Connor tinha rebatido apenas 131.
- 15 de Setembro: Maior número de home runs, temporada – 55 por Ruth; terminou a temporada com 59.

## 1927

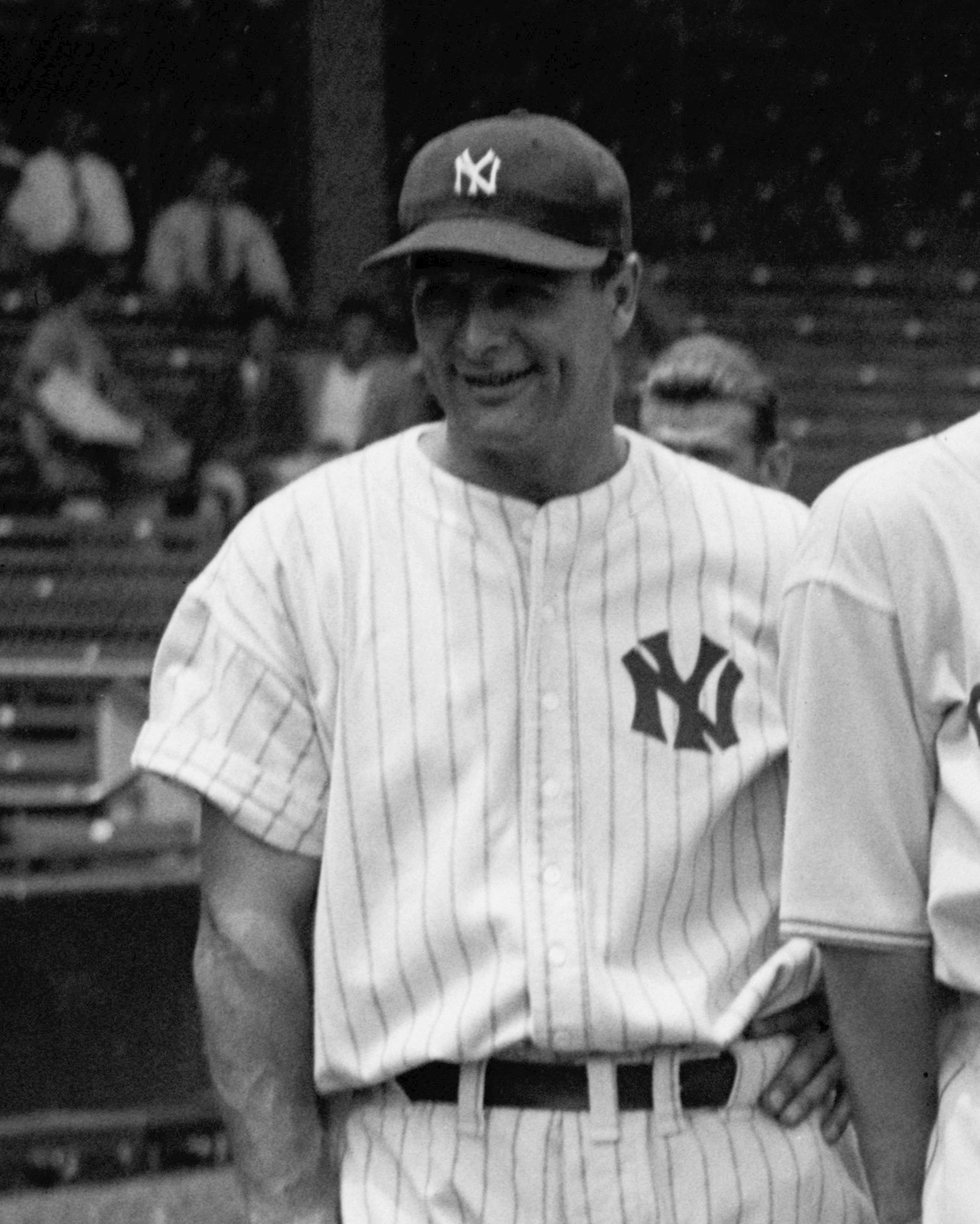
Lou Gehrig

- 27 de Setembro: Maior número de RBIs, temporada – 172 por Lou Gehrig; terminou a temporada com 175.
- 30 de Setembro: Maior número de home runs, temporada – 60 por Babe Ruth.

## 1930
- 17 de Setembro: Maior número de RBIs, temporada – 176 por Hack Wilson; terminou a temporada com 191.

## 1932
- 10 de Julho: Maior número de rebatidas em um jogo por um rebatedor – 9 por Johnny Burnett[2]

## 1941
- 2 de Julho: Mais longa sequência de rebatidas em uma temporada – 45 por Joe DiMaggio; aumentado para 56.
- 5 de Julho: Mais longa sequência de rebatidas abrangendo uma ou mais temporadas – 46 por Joe DiMaggio; aumentado para 56.

## 1945
- 20 de Agosto: Mais jovem jogador a rebater um home run nas grandes ligas: Tommy Brown, idade de 17 anos e 257 dias.

## 1961
- 1º de Outubro: Maior número de home runs, temporada – 61 por Roger Maris[3]

## 1974
- 8 de Abril: Maior número de home runs na carreira – 715 por Hank Aaron; encerrou sua carreira em 1976 com 755.

## 1985
- 8 de Setembro: Maior número de rebatidas na carreira - 4190 por Pete Rose; encerrou sua carreira em 1986 com 4256.

## 1987
- Maior número de home runs em temporada única por um novato: Mark McGwire do Oakland Athletics com 49.

## 1991
- 1º de Maio: Maior número de bases roubadas na carreira – 939 por Rickey Henderson; encerrou sua carreira em 2003 com 1406.

## 1995
- 6 de Setembro: Maior número de partidas consecutivas jogadas – 2131 por Cal Ripken, Jr.; mais tarde aumentado para 2632 em 1998.

## 1997
- 19 de Setembro: Maior número de times em que um jogador tenha rebatido 20 home runs em uma temporada – 2 por Mark McGwire.

## 1998
- 25 de Junho: Maior número de home runs em um mês – 19 por Sammy Sosa (aumentado para 20 em 30 de Junho).
- 8 de Setembro: Maior número de home runs, temporada – 62 por Mark McGwire; mais tarde aumentado para 70. Sosa também quebrou o recorde de 37 anos conseguido por Roger Maris e foi, brevemente, o recordista, rebatendo seu 66º home run da temporada (que seria seu total final) antes de  McGwire conseguir o recorde.

## 1999
- 23 de Abril: Maior número de grand slams rebatidos em uma entrada – 2 por Fernando Tatís[4]
- Maior número de grand slams sofridos em uma entrada – 2 por Chan Ho Park[4]

## 2000
- Maior número de home runs rebatidos em temporada única (todos os times combinados): 5693.

## 2001
- 4 de Outubro: Maior número de corridas na carreira – 2246 por Rickey Henderson; encerrou sua carreira em 2003 com 2295.
- 20 de Junho: Maior número de home runs antes do All-Star break (interrupção no meio da temporada) - 38 por Barry Bonds;[5] aumentado para 39 em 23 de Junho[6]
- 5 de Outubro: Maior número de home runs, temporada – 71 por Barry Bonds (rebateu o número 72 no mesmo jogo; terminou a temporada com 73).
- Maior média em slugging, temporada – 86,3 por Bonds.

## 2002
- 30 de Abril: Maior número de franquias em que um arremessador tenha conseguido uma vitória: 30 por Al Leiter.
- Maior média de bases conseguidas, temporada – 58,2 por Barry Bonds.

## 2003
- 17 de Setembro: Maior número de rebatidas extrabases, temporada, por um time – 608 pelo Boston Red Sox.

## 2004
- 10 de Julho: Maior número de walks intencionais em uma temporada – 68 por Barry Bonds; quebrou seu próprio recorde; terminou a temporada com 120.
- 6 de Outubro: Maior número de rebatidas em uma temporada – 262 por Ichiro Suzuki.
- Maior média de bases conseguidas, temporada – 60,9 por Bonds.

## 2005
- 8 de Junho: Mais jovem jogador a atingir a marca de 400 home runs – Alex Rodriguez, idade de 29 anos e 316 dias.
- 18 de Junho: Mais velho jogador a rebater dois home runs em um jogo - Julio Franco, idade de 46 anos e 299 dias.
- 27 de Junho: Mais velho jogador a rebater um grand slam - Julio Franco, idade de 46 anos e 308 dias.

## 2006
- 28 de Abril: Maior número de jogos consecutivos com ao menos um home run por um jogador destro – 7 por Kevin Mench.
- 29 de Abril: Maior número de home runs no mês de Abril – 14 por Albert Pujols.

## 2007
- 4 de Agosto: Mais jovem jogador a atingir a marca de 500 home runs – Alex Rodriguez, idade de 32 anos e 8 dias,
- 7 de Agosto: Maior número de home runs, carreira – 756 por Barry Bonds; mais tarde aumentado para 762

## 2008

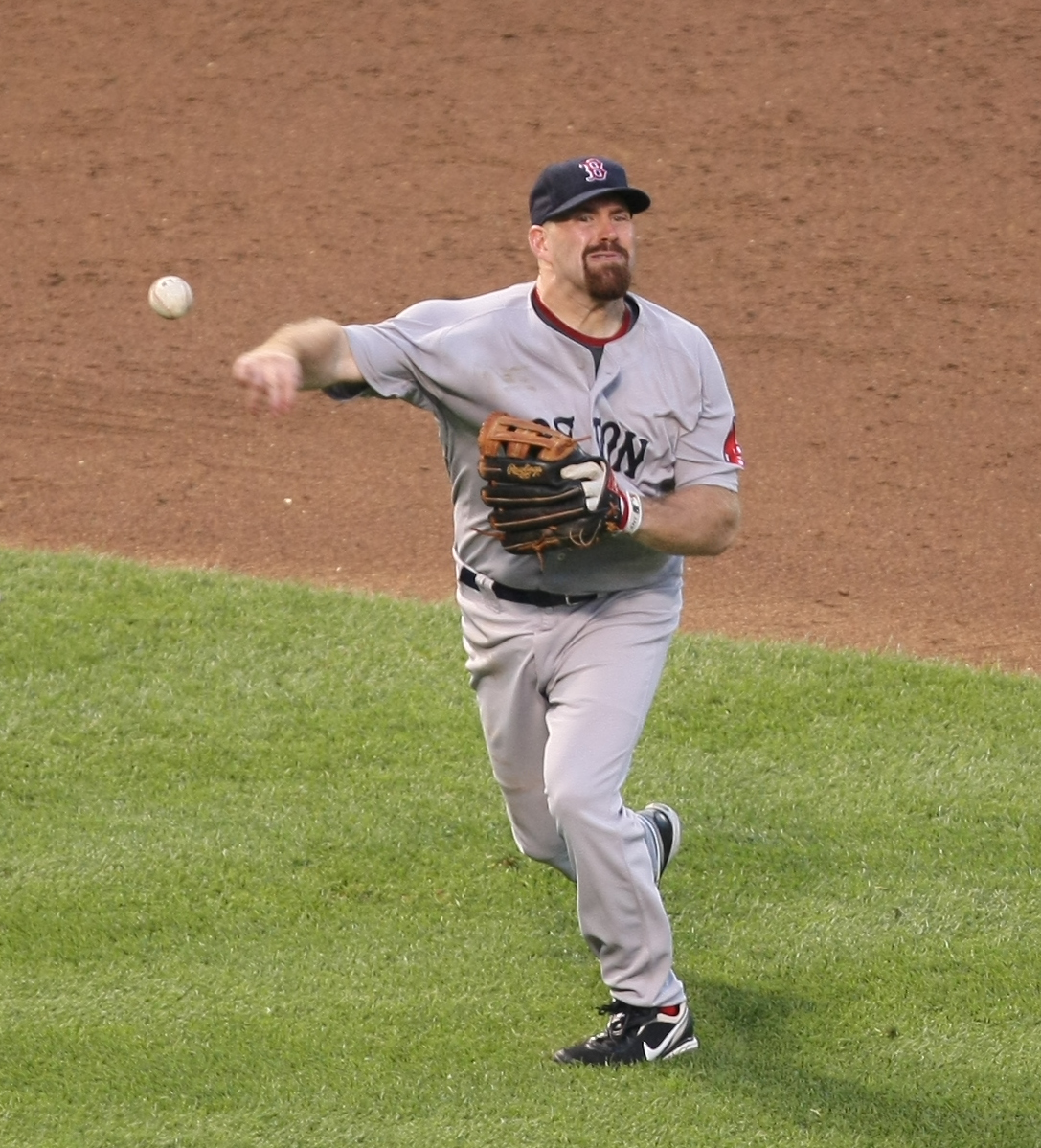
Luva de Ouro, primeira base Kevin Youkilis

- 2 de Abril: Maior número de jogos consecutivos sem erro do homem de primeira base – 194 por Kevin Youkilis; aumentado para 238 jogos[7]
- 9 de Maio: Maior número de corredores em base pegos com pick off, carreira – 92 por Kenny Rogers (desde que a estatística começou a ser considerada em 1974)
- 16 de Maio: Maior número de inícios consecutivos sem decisão (W-L) – 9 por Shawn Chacón.

## 2009
- 17 de Junho: Maior número de jogos como catcher – 2227 por Iván Rodríguez; mais tarde aumentado por 2427 jogos.

## 2010
- 4 de Agosto: Mais jovem jogador a atingir a marca de 600 home runs – Alex Rodriguez, idade de 35 anos e 8 dias[8]

## 2011
- 2 de Agosto: Maior número de jogos rebatendo home runs de ambos lados do plate na carreira – 12 por Mark Teixeira. Aumentado para 14 em 31 de Julho de 2015. Empatado em 14 por Nick Swisher em 22 de Agosto de 2015.
- 19 de Setembro: Maior número de salvamento na carreira – 602 por Mariano Rivera;[9] mais tarde aumentado para 652 salvamentos.

## 2012
- 17 de Abril: Mais velho arremessador a ganhar um jogo – Jamie Moyer, idade de 49 anos e 151 dias.[10] Aumentou o recorde em  16 de Maio (veja abaixo).
- 16 de Maio: Mais velho jogador a conseguir uma corrida – Moyer, idade de 49 anos e 180 dias[11]
- 23 de Junho: Maior número de walk-off home runs – 13 por Jim Thome (desde 1900)[12]
- 30 de Setembro: Kris Medlen, do Atlanta Braves conseguiu sua 23ª viória consecutiva como arremessador titular, quando derrotaram o Mets por 6-2.[13]

## 2013
- 20 de Setembro: Maior número de grand slams na carreira – 24 por Alex Rodriguez. Aumentado para 25 em 18 de Agosto de 2015.[14]

## 2015
- 12 de Outubro: Maior número de home runs em um jogo de pós-temporada – 6 por Chicago Cubs na vitória contra o Saint Louis Cardinals  por 8-6 no terceiro jogo da disputa pelo título da NLDS.[15]
- 12 de Outubro: Maior número de home runs em um único dia na pós-temporada: 21.[15]
- 12 de Outubro: Maior número de corridas anotadas em um único dia na pós-temporada: 61.[15]
- 21 de Outubro: Maior número de jogos concecutivos rebatendo home runs na pós-temporada: 6 por Daniel Murphy do New York Mets na vitória por 8-3 contra o Chicago Cubs.
- 1 de Novembro: maior sequência de jogos com rebatidas válidas na pós-temporada: 15 por Alcides Escobar do Kansas City Royals na vitória por 7-2 contra o New York Mets no quinto jogo da Série Mundial.

## 2016
- 4 de Abril: o estreante Trevor Story do Colorado Rockies se torna o primeiro jogador da história a rebater 2 home runs em seu jogo de estreia no dia da abertura nas grandes ligas.[16]
- 5 de Abril: o estreante Trevor Story do Colorado Rockies se torna o primeiro jogador da era moderna a rebater 3 home runs em seus 2 primeiros jogos na carreira. Também é o primeiro jogador desde Charlie Reilly do Columbus Solons de 1889 a conseguir dois home runs em seu jogo de estreia seguido de outro home run em seu segundo jogo.[17]
- 6 de Abril: o estreante Trevor Story do Colorado Rockies se torna o primeiro jogador da era moderna a rebater home runs em seus 3 primeiros jogos (4 home runs).[18] Aumentado para 6 home runs nos 4 primeiros jogos em 8 de Abril.[19]
- 6 de Abril: o estreante Trevor Story do Colorado Rockies e Robinson Canó do Seattle Mariners são os dois únicos jogadores a conseguir 4 home runs cada nos 3 primeiros jogos da temporada. Nunca antes uma dupla de jogadores tinha rebatido 4 home runs nos 3 primeiros jogos.
- 10 de Abril: o estreante Trevor Story do Colorado Rockies se torna o primeiro jogador na história da MLB a rebater 7 home runs em seus 6 primeiros jogos. Também se torna o recordista em número de home runs de um time nos primeiros 6 jogos de uma temporada.
- 27 de Abril: o estreante Trevor Story do Colorado Rockies quebra o recorde de número de home runs rebatidos por um novato no mês de abril na Liga Nacional que pertencia a Albert Pujols (8 home runs) desde 2001. Story rebateu seu home run número 9 contra o Pirates. Aumentado para 10 em 30 de abril. Na Liga Americana o recorde pertence a Jose Abreu do Chicago White Sox com 10 home runs.[20]
- 7 de Maio: o arremessador Bartolo Colon do New York Mets se torna o mais velho jogador a rebater seu primeiro home run, com 42 anos e jogando sua 19ª temporada. O arremessador que sofreu o home run foi James Shields do San Diego Padres.[21]
- 8 de Maio: Bryce Harper do Washington Nationals se torna o primeiro jogador a chegar em base 7 vezes durante um jogo sem nenhuma rebatida. Ele foi atingido por bola uma vez e conseguiu outros seis walks, três deles intencionais. O Nationals perdeu o jogo por 4 a 3 para o Chicago Cubs.[22]
- 11 de Maio: Max Scherzer do Washington Nationals empata o recorde de strikeouts em partida de nove entradas com 20 jogadores eliminados.[23]
- 25 de Maio: Jake Arrieta, arremessador do Chicago Cubs empata o recorde estabelecido por Kris Medlen  em 2012, vencendo sua 23ª partida consecutiva como arremessador titular na vitória do Cubs por 9-8 contra o Saint Louis Cardinals.[24]
- 1º de junho: Mookie Belts do Boston Red Sox é o primeiro jogador na história da MLB a rebater home runs nas duas primeiras entradas em jogos consecutivos.[25] É também o primeiro leadoff hitter a conseguir 5 home runs em dois jogos.
- 15 de junho: Ichiro Suzuki do Miami Marlins empatou o recorde de Pete Rose com a rebatida número 4256 contra o San Diego Padres, somando-se 1278 rebatidas na Nippon Professional Baseball e 2978 rebatidas na Major League Baseball. Aumentado para 4257 na mesma partida. Note-se que a MLB não reconhece estatísticas combinadas[26]
- 20 de junho: na vitória do Colorado Rockies sobre o Miami Marlins por 5-3, todas as 8 corridas anotadas foram em home runs.[27]
- 30 de junho: mais home runs por uma equipe no mês de junho: 56 pelo Baltimore Orioles[28]
- 7 de julho: o estreante Trevor Story do Colorado Rockies iguala o recorde de 21 home runs da Liga Nacional por um novato antes do All-Star break (Albert Pujols (2001) e Dave Kingman (1972)).[29]
- 8 de julho: o Chicago White Sox jogando contra o Atlanta Braves conseguiu sua terceira queimada tripla do ano, empatando com A's e Red Sox que conseguiram 3 em 1979.[30]
- 11 de agosto: o estreante David Dahl do Colorado Rockies empata o recorde de sequência de rebatidas em início de carreira com 17 jogos consecutivos. Ele empata com Chuck Aleno que estabeleceu este recorde jogando pelo Cincinnati Reds em 1941.[31]
- 13 de agosto: pela primeira vez na história da MLB, os novatos Tyler Austin e Aaron Judge do New York Yankees rebateram home runs consecutivos em suas primeiras vezes ao bastão.[32]
- 19 de agosto: o Baltimore Orioles é o primeiro time na história da MLB desde 1900 a conseguir 4 home runs antes de ter um eliminado na primeira entrada. Também é o primeiro time com 4 dos primeiros 5 rebatedores conseguindo um home run. O Orioles é o oitavo time a conseguir 4 home runs na primeira entrada.[33]
- 24 de agosto: David Ortiz do Boston Red Sox é o jogador mais velho a conseguir 30 home runs em uma temporada. Conseguiu o feito aos 40 anos, nove meses e seis dias.[34]
- 17 de setembro: o Cleveland Indians  usou 9 arremessadores no shutout contra o Detroit Tigers. Este foi o maior número de arremessadores usados em um shutout na história da MLB.[35]
- 19 de setembro: David Ortiz do Boston Red Sox se torna o jogador mais velho (+40) com mais home runs em temporada única com 35.

## 2017
- 3 de maio: Aaron Judge do New York Yankees se torna o jogador mais jovem (25 anos) a rebater 13 home runs nos primeiros 26 jogos do seu time na temporada.
- 7 de maio: o Chicago Cubs e o New York Yankees conseguem o maior números de strikeouts combinados em um jogo de grande liga com 48, no jogo de 18 entradas, superando o recorde anterior de 43 estabelecido em 9 de julho de 1971 entre Oakland A's e Angels em 20 entradas.[36]
- 20 de junho: Cody Bellinger do Los Angeles Dodgers é o jogador mais rápido na história da MLB a conseguir 22 home runs. Ele precisou de apenas 52 jogos na carreira para alcançar o número.[37]
- 25 de junho: Ichiro Suzuki do Miami Marlins se torna o mais velho campista central a iniciar uma partida como titular pela MLB, aos 43 anos e 246 dias de idade.[38] Ichiro superou o recorde anterior que pertencia a Rickey Henderson obtido em 24 de julho de 2002, quando entrou em campo como titular com 43 anos e 211 dias pelo Boston Red Sox.
- 30 de junho: quebrado o recorde de mais home runs rebatidos em um único mês. Justin Smoak rebateu o 1069º home run de junho, superando o recorde anterior estabelecido em maio de 2000.[39]
- 29 de agosto: Giancarlo Stanton do Miami Marlins empata o recorde de mais home runs no mês de agosto com 18 estabelecido primeiramente por Rudy York em 1937[40].
- 19 de setembro: quebrado o recorde de mais home runs em temporada única com todos os times combinados: 5 694. O home run que estabeleceu o recorde foi rebatido por Alex Gordon do Kansas City Royals contra o arremessador Ryan Tepera do Toronto Blue Jays [41].
- 25 de setembro: Aaron Judge do New York Yankees quebra o recorde de mais home runs em temporada única entre novatos rebatendo seu 50º home run, ultrapassando o recorde anterior de Mark McGwire com 49 de 1987.
- 25 de outubro: maior número de home runs combinados na história da World Series com 8, no jogo 2 entre Los Angeles Dodgers e Houston Astros.

## 2018
- 16 de abril: Aaron Judge se torna o jogador mais rápido na história da MLB a conseguir 60 home runs. Judge conseguiu o feito em seu 197º jogo na vitória por 12 a 1 contra o Miami Marlins no Yankee Stadium.[42]
- 22 de abril: Brandon Belt do San Francisco Giants se torna o jogador que mais enfrentou arremessos em uma única vez ao bastão com 21, feitos por Jaime Barria do Los Angeles Angels.[43]